# 煙花 (2017年電影)
《煙花，應該和誰看》，或直譯為《升空的焰火，从下面看还是从侧面看？》，是改編自岩井俊二導演的同名電視劇的日本動畫電影，由新房昭之擔任總導演，武內宣之導演，大根仁編劇。電影講述島田典道在鎮上舉辦煙火大會期間，因為班上的班花及川奈砂提出與游泳比賽勝者私奔的話語，為了博得奈砂的好感參加比賽，卻意外發現自己能夠跳躍時空延伸的經歷。
影片於2017年8月18日在日本上映，台灣於2017年9月15日上映，香港及澳門於2017年9月28日上映，中國大陸於2017年12月1日上映。《烟花》是2017年票房第六高的动画电影，全球票房超过2600万美元。但是所獲評價普遍褒貶不一，動畫美術、配樂獲得評論家的讚美，欠缺角色刻畫與故事劇情則遭受詬病。

## 劇情
故事發生在8月1日的茂下町，當時全町正舉辦煙火大會，主角島田典道和伙伴們就因為煙花的一些事情起爭論，但吵了一陣子後還是沒有結果，於是他們決定到燈塔觀賞煙花，以解決彼此的困惑。同時，典道班上的班花及川奈砂因母親再婚一事感到苦惱。後來她突發奇想，提議與典道一行人比賽游泳，再與勝者私奔。由此刻開始，典道為著追求某些結果而不斷努力，直至他最後看到的那幕煙花……

## 角色
- 及川奈砂（聲演：廣瀨鈴[8]／中文配音：楊鳴）
- 島田典道（聲演：菅田將暉[8]／中文配音：高晗）
- 安曇祐介（聲演：宮野真守[8]／中文配音：孟令軍）
- 純一（聲演：淺沼晉太郎[9]／中文配音：榮雨奇）
- 和弘（聲演：豐永利行[9]／中文配音：武揚）
- 稔（聲演：梶裕貴[9]／中文配音：趙鑫）
- 奈砂的母親（聲演：松隆子[9]／中文配音：周麗）
- 三浦老師（聲演：花澤香菜[9]／中文配音：紀艷芳）
- 奈砂母親的再婚對象（聲演：三木真一郎）
- 光石老師（聲演：櫻井孝宏／中文配音：楊波）
- 典道的母親（聲演：根谷美智子／中文配音：王曉巍）
- 典道的父親（聲演：飛田展男／中文配音：王利軍）
- 祐介的父親（聲演：宮本充）
- 看護師（聲演：齋藤千和、嶋村侑）
- 花火師（聲演：立木文彦）

## 音樂
主題曲〈打上花火〉
作詞、作曲：米津玄師，主唱：DAOKO、米津玄師
插曲〈Forever Friends〉
作詞、作曲：REMEDIOS，編曲：神前曉，主唱：DAOKO
插曲
作詞：松本隆，作曲：平井夏美，主唱：及川奈砂（聲演：廣瀨鈴）

## 製作
2016年12月7日，《煙花》被公佈將基於岩井俊二的同名電視劇在2017年8月18日動畫電影化，並由大根仁擔任劇本寫作，他稱將會在保有原創故事的同時添加一些現代元素。之後配音員和工作人員也陸續公開，電影的主題曲會由DAOKO和米津玄師演唱，歌名為「打上花火」。
2017年4月14日，《煙花》的第二部電影預告片釋出。2個月後，其全長30秒的第三部宣傳影片亦被公開，同時公開的還有其新的海報。

### 制作人员
- 原作：岩井俊二
- 總監督：新房昭之
- 監督：武内宣之
- 剧本：大根仁
- 音樂：神前曉
- 角色設定：渡邊明夫
- 作畫監督：山村洋貴
- 企劃、製作人：川村元氣
- 配給：東寶
- 制作：SHAFT、「煙花」製作委員会（東宝、Aniplex、SHAFT、KADOKAWA、TOY'S FACTORY、JR東日本企劃、羅森HMV娛樂、LINE）

### 與早期電視劇不同的差異
- 典道與同學們是初中生，電視劇中则是小學生。
- 奈砂轉學原因是父親死去、母親再婚，電視劇是父母離異。
- 50米游泳時，奈砂有一起比賽，電視劇中是當裁判。
- 典道與奈砂從典道的住家一起離去是騎腳踏車，電視劇是奈砂拉著典道跑步走。
- 典道與奈砂一起離家直接到火車站，電視劇是先坐上公車抵達火車站。
- 奈砂在火車站換上的洋裝是白色，電視劇是黑衫加上紅裙子。
典道與奈砂後來有坐上電車出走，電視劇是後來又坐上公車到學校游泳池玩水。
- 新增許願的玻璃球，電視劇並無出現。

## 發行
《煙花》於2017年8月18日在日本上映，並由東寶發行。2017年7月，東寶宣佈《煙花》會在110個國家和地區上映。台灣於2017年9月15日上映。至於香港方面，安樂影片公佈將在同年的9月28日於各大劇院上映。英國和愛爾蘭會分別於11月15日和17日進行預覽場和限定上映。中國大陸於2017年12月1日上映。瘋人娛樂將於2017年在澳大利亞和新西蘭劇院放映電影。

## 反應

### 票房
《煙花》上映的第一天，便以1.7億日元的票房（13萬3000人觀眾），第二天累積2.95億日元（22萬名觀眾），之後它又在三天內累計4.6億日元（296個劇院），登上日本票房的第三位。

### 評價
爛番茄根據23條評論，持有43%的新鮮度，平均得分5.1/10。該網站的評價家大多持相同的批評意見，稱它雄心勃勃的混合所有敘事手法，希望使電影擦出火花，但這方向走錯的動畫卻從未真正的「起飛」。

#### 日本國內
有許多日本評論家和新聞記者對《煙花》表示讚揚。音樂家宇野維正讚賞聲優的演出，並稱電影不像是岩井俊二或是劇本家大根仁的作品，相反的是，它更像是一部由SHAFT和製作人川村元氣創作的動畫 。電影作家增當龍也在其Twitter上表示電影並沒有令人失望，更可能比原本的電視劇更好，他同時指出動畫版「不僅僅是一個重製」，90分鐘的電影時間比起50分鐘的原版更有助於添加內容。
曾陸續擔任沖繩國際電影節日本審查員、影評網站CINEMAS+編者的日本影評人Che bunbun在個人影評網站給予本片極其嚴厲的負面評價，批評本片稱作是《你的名字》降級版仍屬過譽，盡管有壓倒性的視覺影像，但是電影裡沒有設定時間跳躍的限制條件、過分強烈用色和帶有刺耳音效的影音、更改年齡設定、太多黃色段子、敘事與角色羈絆不足、欠缺完成度與定位失敗等因素，造成電影形成無法挽救的局面。

#### 海外地區
動畫新聞網的金·莫里西（Kim Morrissy）對《煙花》給出「B」級評價，表揚其精良的音樂、配音工作和簡單而情感上令人信服的情節，但他同時也批評電影的價值觀和視覺效果，且除了是由SHAFT製作之外就沒有再加上任何內容。《日本時報》的馬克·席林（Mark Schilling）給了《煙花》滿分5星的3½分，讚揚電影單純的戀愛故事，他寫道：「《煙花》一次又一次地切中要點，或者只是我回想起那有著粹美女孩凝視我的靈魂的往昔之夢，但那是永遠無辦法實現的。」。2022年9月，漫畫書資源網的瑪莉亞·雷米佐瓦（英語：Maria Remizova）在文章中寫道，電影上映前，影迷和評論家都被其華麗的動畫和令人難以置信的配樂所震撼，但是電影發行後，影評家對於這部夏季愛情電影的膚淺感到失望，指出動畫質量的不一致和缺乏人物塑造，將本片列為「10個評論家討厭，但是觀眾欣賞的日本動畫電影」名單第2名。

### 其他
截至8月13日，電影輕小說版售出超過九萬冊。

### 獎項與提名
| 年份 | 獎項                 | 類別         | 結果 | 來源   |
| ---- | -------------------- | ------------ | ---- | ------ |
| 2017 | 第41屆日本電影學院獎 | 最佳動畫片獎 | 提名 | [ 32 ] |

## 相關書籍
小說
- 《煙花》（打ち上げ花火、下から見るか？横から見るか？）（岩井俊二原作、大根仁著）

角川文庫刊行
| 冊數 | 角川書店      | 角川書店               | 台灣角川      | 台灣角川               | 天闻角川   | 天闻角川               |
| 冊數 | 發售日期      | ISBN                   | 發售日期      | ISBN                   | 發售日期   | ISBN                   |
| ---- | ------------- | ---------------------- | ------------- | ---------------------- | ---------- | ---------------------- |
| 全   | 2017年6月17日 | ISBN 978-4-04-105488-8 | 2017年9月14日 | ISBN 978-986-473-907-3 | 2017年12月 | ISBN 978-7-5500-2526-4 |

角川翼文庫刊行、2017年7月15日發售、ISBN 978-4-04-631729-2、永地 插圖
角川Sneaker文庫刊行、2017年8月1日發售、ISBN 978-4-04-106033-9 渡邊明夫（封面設計）、DOMO 插圖
- 《少年們想從側面看煙花》（少年たちは花火を横から見たかった）（岩井俊二著）

角川文庫刊行
| 冊數 | 角川書店      | 角川書店               | 木馬文化      | 木馬文化               |
| 冊數 | 發售日期      | ISBN                   | 發售日期      | ISBN                   |
| ---- | ------------- | ---------------------- | ------------- | ---------------------- |
| 全   | 2017年6月17日 | ISBN 978-4-04-105603-5 | 2017年10月5日 | ISBN 978-986-359-446-8 |

角川翼文庫刊行、2017年8月15日發售、ISBN 978-4-04-631730-8、永地 插圖
漫畫
- 岩井俊二原作、「煙花」製作委員會原案、楓月誠作畫
  - Young Ace連載、角川Comics Ace刊行、單行本全2卷。

| 冊數 | 角川書店     | 角川書店               | 台灣角川       | 台灣角川               |
| 冊數 | 發售日期     | ISBN                   | 發售日期       | ISBN                   |
| ---- | ------------ | ---------------------- | -------------- | ---------------------- |
| 1    | 2017年8月4日 | ISBN 978-4-04-106000-1 | 2017年10月19日 | ISBN 978-986-473-926-4 |
| 2    | 2018年3月2日 | ISBN 978-4-04-106557-0 | 2018年11月26日 | ISBN 978-957-564-562-5 |

解說書
- 
  - KADOKAWA刊行、2017年8月31日發售、ISBN 978-4-04-105984-5

## 外部連結
- 煙花 (2017年電影)（動畫）在動畫新聞網百科全書中的資料（英文）
- 互联网电影数据库（IMDb）上《Fireworks, Should We See It from the Side or the Bottom?》的资料（英文）
- 官方網站，存于（日語）
- 劇場版「煙花」官方的X（前Twitter）（日語）